# Aleksander Baron
Aleksander Baron (ur. 15 stycznia 1983 w Warszawie) – polski szef kuchni. 

## Kariera
Absolwent 21. Społecznego Liceum Ogólnokształcącego im. Jerzego Grotowskiego w Warszawie. Studiował rzeźbę  w warszawskiej Akademii Sztuk Pięknych oraz historię sztuki na Uniwersytecie Warszawskim. Karierę kulinarną rozpoczął w Edynburgu w Szkocji.
Po powrocie do Polski w 2009 roku prowadził restaurację „Nowy Wspaniały Świat” w lokalu Krytyki Politycznej. W 2010 stworzył autorską restaurację – „Solec 44” i szefował jej do zamknięcia w grudniu 2017 roku.
W czerwcu 2018 roku został szefem kuchni restauracji „ZONI” na terenie dawnej wytwórni wódek „Koneser” na warszawskiej Pradze. W listopadzie 2018 został wyróżniony tytułem Szef Kuchni Jutra (Chef de L'avenir) przez Gault&Millau. Kuchnią „ZONI” kierował do czerwca 2019 roku. Latem 2019 roku otworzył nowy koncept gastronomiczny – „Baron – The Family” – skupiający grupę pasjonatów jedzenia.
Aleksander Baron ściśle współpracuje z Instytutem Adama Mickiewicza i Poloną w promowaniu polskiej kuchni i kultury oraz Muzeum Historii Żydów Polskich POLIN, gdzie zajmuje się kuchnią aszkenazyjską.
Znany jest także jako popularyzator tradycji fermentacji żywności, na których opierała się autorska kuchnia Solca. Opisał je książce „Kiszonki i Fermentacje” (Wydawnictwo Pascal, wydanie I – 2016, wydanie II –2018).
Prowadzi wykłady na kierunku Food Studies na Uniwersytecie SWPS w Warszawie oraz na kierunku Food Design łódzkiej Akademii Sztuk Pięknych. Jest współautorem książek: Suwała, Baron i inni. Przepisy i opowieści (Wydawnictwo Dwie Siostry, 2015) i Między wódką a zakąską (Wydawnictwo Pascal, 2017) oraz autorem książki Kiszonki i fermentacje (Wydawnictwo Pascal, 2016 i 2018). Był współgospodarzem programu „Widelcem po mapie” na antenie telewizji Kuchnia+.

## Publikacje
- Baron, Aleksander (2015). Suwała, Baron i inni. Przepisy i opowieści. Warszawa: Dwie siostry. ISBN 978-8363696757
- Baron, Aleksander (2016). Kiszonki i fermentacje. Bielsko-Biała: Wydawnictwo Pascal. ISBN 978-8376429250
- Baron, Aleksander (2017). Między wódką a zakąską. Bielsko-Biała: Wydawnictwo Pascal. ISBN 978-8381031073
- Baron, Aleksander (2018). Kiszonki i fermentacje. Bestseller w nowej odsłonie. Bielsko-Biała: Wydawnictwo Pascal ISBN 978-8381032735